# Mimosa melanocarpa
Mimosa melanocarpa är en ärtväxtart som beskrevs av George Bentham. Mimosa melanocarpa ingår i släktet mimosor, och familjen ärtväxter. Inga underarter finns listade i Catalogue of Life.